# 19세기의 기초
19세기의 기초(The Foundation of Nineteenth Century)는 영국출신의 독일 철학자인 휴스턴 스튜어트 체임벌린이 쓴 책으로 반유대주의의 기초를 닦았으며, 아돌프 히틀러에게 많은 영향을 주었을 뿐만 아니라, 그 당시 전유럽에 널리 애독되었다. 휴스턴은 아리안족이야 말로 타 인종에 비해 월등하며 특히 , 독일민족이 유대인이 점령된 유럽을 구원할 민족으로 주장하였다. 그의 사상은 아르튀르 드 고비노에 의해 영향을 받았다.

## 같이 보기
- 반유대주의
- 긍정적 기독교
- 예수의 인종과 모습